# Conselho Nacional de Saúde Suplementar
O Conselho Nacional de Saúde Suplementar (Consu) é um órgão colegiado deliberativo criado pela Lei nº 9.656/98, cujo Regimento Interno foi aprovado pelo Decreto nº 10.236/20.

## Competências[2]
I - estabelecer e supervisionar a implementação e a execução de políticas e diretrizes gerais do setor de saúde suplementar;
II - aprovar o contrato de gestão da Agência Nacional de Saúde Suplementar - ANS;
III - supervisionar e acompanhar as ações e o funcionamento da ANS;
IV - estabelecer diretrizes gerais para implementação no setor de saúde suplementar sobre:
a) aspectos econômico-financeiros;
b) normas de contabilidade, atuariais e estatísticas;
c) parâmetros relacionados ao capital e ao patrimônio líquido mínimos, e, quando se tratar de sociedade anônima, às suas formas de subscrição e de realização;
d) critérios de constituição de garantias de manutenção do equilíbrio econômico-financeiro, consistentes em bens, móveis ou imóveis, ou fundos especiais ou seguros garantidores; e
e) criação de fundo, contratação de seguro garantidor ou de outros instrumentos que julgar adequados, com o objetivo de proteger o consumidor de planos privados de assistência à saúde em caso de insolvência de empresas operadoras;
V - deliberar sobre a criação de câmaras técnicas, de caráter consultivo, de forma a subsidiar e fundamentar as suas decisões; e
VI - monitorar o cumprimento de suas resoluções.
Parágrafo único. A ANS regulamentará, no âmbito de suas competências, as matérias de que trata o IV do caput.